# 노 은공
은공(隱公, ? ~ 기원전 712년, 재위 기원전 722년 ~ 기원전 712년)은 노나라의 제14대 임금이다. 이름은 식고(息姑)다.

## 생애
노 혜공의 서장자로, 어머니는 성자(聲子)며, 기원전 723년, 혜공이 죽자 태자인 아우 윤의 나이가 어려 노나라 사람들에게 옹립되어 섭정했다. 즉위 전에는 정나라와 싸우다 져서 포로가 된 적이 있었다.
은공 2년(기원전 721년), 사공 전무해(展無駭)가 노나라의 부용국 극(極)나라를 쳤고, 대부 비금보(費庈父)가 극나라를 멸망시켰다.
은공 5년(기원전 718년), 노나라 당(棠) 땅에서 물고기 잡는 것을 보러 갔다. 장희백은 자연에서 물품을 직접 생산하는 일은 임금의 직분이 아니라고 말렸으나, 은공은 핑계를 대고 갔다. 이해 장희백이 죽자, 은공은 장희백이 간언한 것을 듣지 않은 것을 한하여 후히 장례를 치렀다.
자신이 일찍이 정나라의 포로인 적이 있었고, 은공 4년(기원전 719년), 경 공자 휘(公子翬)가 은공의 명령을 무시하고 위나라, 송나라, 채나라, 진나라와 함께 정나라를 친 적이 있었으나, 은공 5년(기원전 718년)에는 정나라의 공격을 받은 송나라의 구원 요청을 결국 거절하였고, 은공 6년(기원전 717년)에는 마침내 정나라와 우호를 맺었다. 은공 8년(기원전 715년)에는 당시 주나라와 사이가 껄끄러운 정 장공의 제안을 받아들여 노나라가 주공의 제사 용도로 관리하는 정나라 내의 허전과 정나라가 태산에 제사를 드리는 데 쓰는 탕목읍인 노나라 내의 팽읍을 맞바꾸었다. 은공 6년에 또 제나라와 회합하여 우호를 맺었고, 은공 10년(기원전 713년)에는 제나라, 정나라와 회견하여 송나라를 치고자 했고, 은공이 송나라를 무찌르니 정나라는 송나라의 고(郜) ·방(防)을 접수하여 노나라에 주었다. 은공 11년에는 제나라, 정나라와 함께 허나라를 쳤다.
은공 11년(기원전 712년)에는 등나라의 후작과 설나라의 후작이 노나라에 와서 조현했다. 우보(羽父, 공자 휘)가 은공에게 노 환공을 죽여 온전히 임금으로 서도록 권하고 자신을 태재로 삼아 달라고 부탁했으나, 은공은 환공에게 군위를 양도하고 물러날 생각이었으므로 거절했다. 우보는 나중에 환공이 임금이 되면 자기 목숨이 위험할 것 같아, 도리어 환공에게 은공을 죽이도록 권하여 이를 승낙받았고, 은공이 11월에 종무(鍾巫)에게 제사를 지내려고 위씨(蔿氏, 寪氏)의 집에 머무르는 사이 자객을 보내 은공을 시해하고 환공을 옹립했다.

## 가정
- 노 혜공 (아버지)
  - 노 은공
  - 노 환공 (아우)
- 장희백 (아저씨)
- 공자 익사 (아저씨)